# فلسطين (تكساس)
مدينة فلسطين، هي مدينة أمريكية تقع في مقاطعة أندرسون في ولاية تكساس. وبلغ عدد سكانها 17,598 نسمة في تعداد الولايات المتحدة الأمريكية عام 2000، وقد ارتفع إلى 18,458 نسمة في عام 2009. في 1 فبراير 2003 انفجر مكوك الفضاء كولومبيا فوق سماء مدينة دالاس في تكساس واجزاء من مدينة فلسطين الأمريكية التي تقع على مقربة من مدينة دالاس اثناء عودة المكوك من رحلته التي كان من المقرر ان تهبط في قاعدة ناسا في مدينة هيوستن وقتل جميع رواد المكوك وكان عددهم سبعة اشخاص من بينهم أول رائد فضاء إسرائيلي يصعد للفضاء حيث قتل فوق سماء مدينة فلسطين الأمريكية.

## سبب تسمية فلسطين
في سنة 1846م ، سميت فلسطين نسبة إلى دولة فلسطين

## أعلام
- أدريان بيترسون
- جاك ماتشيت
- إد تايلور
- أيفوري لي براون
- بيل برادلي
- جاك كومبز
- الكسندر دبليو. غريغ